# Lee Langeveldt
Lee Raoul Langeveldt (ur. 8 czerwca 1985 w Stellenbosch) – południowoafrykański piłkarz występujący na pozycji bramkarza. Zawodnik klubu Santos (RPA).

## Kariera klubowa
Langeveldt karierę rozpoczynał w 2004 roku w trzecioligowym zespole FC Fortune. W 2005 roku klub ten zmienił nazwę na Cape United. W 2006 roku przeszedł do duńskiego klubu KB, grającego w trzeciej lidze. Na początku 2007 roku wrócił do Cape United, noszącego teraz nazwę Western Province United i występującego w NFD (II liga). W połowie 2007 roku ponownie trafił do KB. Tym razem spędził tam rok.
W 2008 roku Langeveldt wrócił do RPA, gdzie został graczem Santosu.

## Kariera reprezentacyjna
W 2005 roku Langeveldt został powołany do reprezentacji RPA na Złoty Puchar CONCACAF. Nie zagrał jednak na nim w żadnym meczu, a drużyna RPA zakończyła turniej na ćwierćfinale.